# Wilfred N. Beaver
Wilfred Norman Beaver (geb. 11. Mai 1882 in St Kilda, Victoria, Australien; gest. 26. September 1917 in Belgien) war ein britisch-australischer Beamter und Ethnograph.

## Leben
Wilfred Beaver besuchte das Scotch College und studierte anschließend an der Universität von Melbourne Jura. Nach seinem Abschluss trat er in den öffentlichen Dienst des Commonwealth ein und ging als  magistrate nach Port Moresby, wo er mehrere Jahre Resident Magistrate in der Western division of Papua or New Guinea war. Er war Fellow der Royal Geographical Society und ist Verfasser verschiedener Artikel über das Leben und die Bräuche der Papua. Beaver diente im Ersten Weltkrieg im 60th Battalion, AIF, und fiel auf dem Schlachtfeld in Belgien.
Insbesondere ist er als Verfasser des Buches Unexplored New Guinea. A Record of the Travels, adventures, and Experiences of a Resident Magistrate amongst the Head-Hunting Savages and Cannibals of the Unexplored Interior of New Guinea (Unerforschtes Neu-Guinea. Ein Bericht über die Reisen, Abenteuer und Erlebnisse eines Resident Magistrate unter den kopfjagenden Wilden und Kannibalen des unerforschten Inneren von Neuguinea) bekannt, zu dem A. C. Haddon eine Einleitung schrieb. 

„Beaver has established a record for himself in being the first British soldier to enter German territory. With his  troops, he entered German New Guinea—the first German colony captured by the British.“